# Edizioni ETS
Edizioni ETS è una casa editrice italiana fondata a Pisa nel 1961.
Ha numerose collane, i cui temi spaziano dall'anglistica agli atti dell'Accademia lucchese di scienze, lettere e arti, dagli studi medievali (diretta sino alla morte da Cinzio Violante) alle aree naturali protette (questa diretta da Renzo Moschini), dalla letteratura italiana al cinema, dalla biblioteca di studi egittologici (diretta da Edda Bresciani) a quella di tradizioni popolari, dai testi dell'Accademia navale a quelli di psicanalisi, dall'onomastica alla musica e allo spettacolo in genere. In tal senso pubblica contributi di vari dipartimenti di atenei diversi. Pubblica, altresì, numerosi periodici sia a carattere scientifico che divulgativo, locali e internazionali, per un totale di circa 7000 pubblicazioni a marzo 2018.